# Tararua diversa
Tararua diversa är en spindelart som beskrevs av Forster och Wilton 1973. Tararua diversa ingår i släktet Tararua och familjen trattspindlar. Inga underarter finns listade i Catalogue of Life.